# Ursazor (aldeia)
Ursazor (em armênio: Ուրցաձոր; romaniz.: Urc'ajor)[a] é uma aldeia do município de Vedi, da província de Ararate, na Armênia. De acordo com o censo de 2011, havia 2 587 habitantes.

## Geografia
Ursazor está localizada a nove quilômetros a leste da cidade de Vedi, na margem esquerda do rio Vedi, no local onde o rio deságua nele. Se estende ao longo da margem do rio por três quilômetros e as montanhas Urse se erguem nas proximidades. Está enterrada em jardins e sua água potável é retirada de poços artesianos. Subsiste da pecuária, agricultura, jardinagem e cultivo de tabaco. Em termos de infraestrutura, conta com uma escola de dois andares, um centro cultural (com 500 lugares), uma loja geral, uma biblioteca, um hospital, uma farmácia, um correio, uma casa de banhos e um pavilhão de serviços públicos.

## História
Ursazor é identificada com a aldeia homônima mencionada por Simeão de Erevã no século XVIII. Recebeu seu nome atual em 25 de janeiro de 1978. Em 1873, 1897, 1926, 1939, 1959, 1970, 1979 e 1989, respectivamente, tinha 756, 1 260, 914, 1 447, 1 444, 1 971, 2 227 e 2 463 habitantes. A nordeste, na orla de floresta de Cosroes, há uma velha igreja dilapidada com uma placa memorial. Há outras três igrejas arruinadas nas cercanias, uma das quais, de acordo com a placa memorial, remonta ao século V. Na encosta do monte Cotuse, perto de uma fonte, há um antigo túmulo, que tradicionalmente se afirma ser o túmulo do rei Cosroes II (r. 279/80–287). Devido aos massacres armênios no Azerbaijão em 1988-89, 29 102 armênios foram deslocados à força para cá.